# Sanda Ladoși
Sanda Ladoși (ur. 2 stycznia 1970 w Târgu Mureș) – rumuńska piosenkarka, reprezentantka Rumunii podczas 49. Konkursu Piosenki Eurowizji w 2004 roku.

## Życiorys
Ladoși pochodzi z Siedmiogrodu, jest pół-Węgierką. Zaczęła śpiewać już jako dziecko, w wieku 10 lat rozpoczęła naukę śpiewu oraz gry na fortepianie i gitarze klasycznej. Kilka lat później wygrała Festiwal Popowy organizowany w Mamai oraz ukończyła studia na Uniwersytecie im. Titu Maiorescu na kierunku prawa.
W 1993 roku wydała swój debiutancki album studyjny, zatytułowany Cand vine seara. Dwa lata później ukazała się jej druga płyta pt. ...Între moi mai e un pas, która nagrała w duecie z Ștefanem Iordachem. Aktor zaśpiewał gościnnie także w dwóch utworach pochodzących z kolejnego albumu Ladoși pt. Nu ma lubi, wydanego w 1997 roku. Rok później wystąpiła w krajowych eliminacjach do 43. Konkursu Piosenki Eurowizji, w których zajęła trzecie miejsce z utworem „E....e....iubire”, zaśpiewanym w towarzystwie Mariny Florey, Adriana Enache'a, Aureliana Temisana i Daniela Iordachioaie'a.
W marcu 2004 roku wygrała krajowe eliminacje do 49. Konkursu Piosenki Eurowizji, do których zgłosiła się z utworem „I Admit”. Dzięki zajęciu miejsca w pierwszej jedenastce przez Nicolę podczas konkursu w 2003 roku, Sanda miała zapewnione miejsce w stawce finałowej kolejnego widowiska. W finale konkursu, który odbył się w Stambule, wokalistka zdobyła łącznie 18 punktów, zajmując ostatecznie 18. miejsce w końcowej klasyfikacji. Po finale widowiska otrzymała Nagrodę im. Barbary Dex przyznawaną przez internautów najgorzej ubranym wykonawcom. Jej konkursową stylizację porównano do wyglądu podstarzałej prostytutki z makijażem nienawidzącej siebie samej drag queen.
W 2006 roku ukazał się czwarty album studyjny Ladoși, zatytułowany Khalini. Płytę promował m.in. eurowizyjny singiel „I Admit”.

## Dyskografia

### Albumy studyjne
- Cand vine seara (1993)
- ...Între moi mai e un pas (1995) (z Ștefanem Iordachem)
- Nu ma lubi (1997)
- Khalini (2006)